# Sporobolus balansae
Sporobolus balansae är en gräsart som beskrevs av Johannes Jan Theodoor Henrard. Sporobolus balansae ingår i släktet droppgräs, och familjen gräs. Inga underarter finns listade i Catalogue of Life.